# 白颈蜂鸟
白颈蜂鸟（学名：Florisuga mellivora），是雨燕目蜂鸟科的一种鸟类。

## 特征
白颈蜂鸟体重约7.4克，翼长约67.8毫米，嘴峰长约23.6毫米，喙宽度约2.6毫米，喙厚度约2.7毫米，跗蹠长约5毫米，尾长约36.8毫米。白颈蜂鸟在其分布区内为留鸟，其栖息在密集的高大树木组成的森林中，食性为草食性，主要食物来源是植物的花蜜。

## 亚种
- ：分布于墨西哥南部热带地区至玻利维亚北部和巴西亚马逊地区；特立尼达岛。
- ：分布于多巴哥岛。[4]